# Seconda pelle
Seconda pelle (Segunda piel) è un film del 1999 diretto da Gerardo Vera. 
Il soggetto e la sceneggiatura sono stati scritti da Vera e Ángeles González-Sinde.

## Trama
Alberto è sposato con Elena, entrambi lavorano ed hanno un figlio, ma c'è qualcosa che non va nella loro relazione. 
Nel ritirare un vestito del marito in lavanderia, Elena si accorge che nella tasca della giacca c'è un biglietto: si tratta della ricevuta di un albergo. Subito si insinua nella mente della donna l'idea che Alberto abbia un'amante e al rientro del marito dal lavoro fa finta di nulla, ma decide di far a tutti i costi luce su questa storia. In effetti Alberto ha un segreto: ha davvero una relazione clandestina, ma ce l'ha con Diego, un medico omosessuale dichiarato, il quale dimostra di provare un forte sentimento nei suoi confronti. 
Nel frattempo Elena ascoltando la segreteria telefonica del cellulare di Alberto scopre la relazione omosessuale del marito. La situazione si complica quando Alberto sparisce dalla vita di Diego, il quale non riesce proprio a capire il motivo del repentino cambiamento di Alberto, anche perché non sa nulla della sua doppia vita, di amante con lui e di marito e padre di famiglia con Elena. Quest'ultima sceglie comunque di dare un'altra possibilità al marito, il quale decide definitivamente di troncare ogni rapporto con Diego. Quando quest'ultimo riesce a rintracciarlo per avere definitivamente una spiegazione la situazione degenera e i due hanno una lite. Alberto sale sulla sua moto ma viene coinvolto in un incidente nel quale perde tragicamente la vita. 
Diego, dopo i funerali, decide di andare a parlare con Elena. I due passeggiano e parlano del loro amore profondo per Alberto.

## Riconoscimenti
- Fotogrammi d'argento 2001
  - Miglior attore a Javier Bardem
- Premio Glitter 2002
  - Miglior film